# Medal of Honor: Vanguard
Medal of Honor: Vanguard är den tionde delen av Medal of Honor-spelserien, utvecklat av EA Los Angeles i samarbete med Budcat Creations och utgavs av Electronic Arts den 30 mars 2007 till spelkonsolerna Playstation 2 och Wii. I detta spel tar spelaren rollen som sergeant Frank Keegan från 82nd Airborne Division som kämpar mot Axelmakterna under Andra världskriget.

## Handling
Under spelets första uppdrag, som utspelar sig under Operation Husky, kör Keegan en C-47 flygplan utanför Siciliens kust. Men plötsligt exploderar planet och Keegan kastas ut från den. Han lyckas sätta på sin fallskärm och landstiger på Sicilien, där han kämpar genom en stad mot italienska styrkor. Efter det strider han runt kusten till en bunker, där han inträder den och dödar de tyska soldaterna som fanns inne i bunkern.
Under det andra uppdraget, som utspelar sig under Operation Neptune, överförs Keegan till ett förband från 17th Airborne Division och går med i invasionen av Normandie. Men hans transportplan störtar till marken och Keegan och en annan soldat är de enda överlevande från deras förband. Tillsammans kämpar de till en annan grupp, där de fortsätter för att spränga sönder viktiga broar i Normandie. Därefter går Keegan förbi ett träsk, där han besegrar ett par tyska fallskärmsjägare och förstör en halvbandvagn. Efter det förstör Keegan en annan bro och tar sig till en herrgård, där tyskarna har sitt basläger. Keegan och hans grupp kämpar sig igenom basen, men de upptäcker att det var en fälla och de fångas av fyra Panzer Mk. V stridsvagnar. De lyckas förstöra stridsvagnarna, men gruppen upptäcker att deras sergeant är dödad och Keegan blir deras nya gruppledare.
Under det tredje uppdrag, som utspelar sig under Operation Market Garden, kämpar Keegans grupp genom de nederländska landskapen tills de når staden Nijmegen, där de möter kraftigt motstånd från tyska kulsprutepositioner runt hela staden. Uppdraget avslutas med att Keegan förstör en Tiger II stridsvagn på stadens torg.
Under det fjärde och sista uppdrag i spelet, som utspelar sig under Operation Varsity, landstiger Keegan och hans grupp på stranden vid floden Rhen, där de möter Wehrmacht-styrkor. De gör sin väg till en tysk bondgård, där de kämpar för att komma fram till en skyttegrav. Keegan och hans grupp rensar skyttegravarna och de närliggande bunkrarna från fiender och de tar sig till en fabrik som vaktades av tyska krypskyttar. Spelets sista strid sker utanför fabriken, som slutar med seger för Keegan och hans grupp. Spelet slutar med att en hel svärm av amerikanska fallskärmsjägare landstiger på platsen.

## Gameplay
Spelaren kan modifiera sina vapen på vissa nivåer av spelet, som att lägga till ett kikarsikte på en M1 Garand gevär eller ett trummagasin till en Thompson kulsprutepistol.
I början av spelets uppdrag kan spelaren hoppa fallskärm på slagfältet och kan ange vilken plats spelaren ska landa på. Spelaren som landar på ett visst ställe i spelnivån kommer att kunna plocka upp vapenuppgraderingar och ammunition. Uppdragen kan spelas på olika sätt beroende på var spelaren hamnar och vilka vapen denne får.

## Multiplayer
Spelet har ett flerspelarläge i form av split-screen för 2-4 spelare i både Wii och PS2-versionerna. (PS2-versionen kräver en flerspelar-adapter för att kunna stödja fler än två spelare.) Det finns fem flerspelarlägen:
- Deathmatch
- Team Deathmatch
- Capture the Flag
- King of the Hill
- Scavenger Hunt

## Vapen
- Thompson
- MP 40
- M1 Garand
- StG-44
- MG42
- Kar98
- BAR
- M9 Bazooka
- A1 Mark II Frag
- Gewehr 43 (endast på multiplayerläget)
- Colt M1911 (endast på multiplayerläget)